# Ratko Rudić
Ratko Rudić (Beograd, FNR Jugoslavija, 7. jun 1948) hrvatski i jugoslovenski je vaterpolo trener, nekadašnji vaterpolista. Do 2015. godine je kao trener osvojio 38 medalja na velikim takmičenjima, što ga čini najuspešnijim vaterpolo trenerom u istoriji sporta, i drugim najuspešnijim trenerom u svim timskim sportovima. Između ostalih je na Olimpijskim igrama osvojio 4 zlatnih medalja, od kojih 3 uzastopno, sa tri različite reprezentacije, kao i 3 zlatne medalje sa 3 različite reprezentacije na Svetskim prvenstvima u vaterpolu. U Međunarodnu kuću slavnih vodenih sportova je uveden 2007 kao "jedan od najboljih, ako ne i najbolji vaterpolo trener koji je hodao na ivicama bazena".
Dobija nagradu AVNOJ 1989. godine, što je najveće jugoslovensko odlikovanje. Kao godišnju nagradu je dobio državnu nagradu za sport Franjo Bučar, dok je 2012. dobio nagradu za životno dostignuće. Dobija orden kneza Branimira u 2012, a od Italijanskog olimpijskog komiteta dobija nagradu 2018.
Povlači se iz trenerskog posla 2012. godine i postaje sportski direktor Hrvatske vaterpolo federacije, gde je ostao do kraja 2013. kada je postao selektor Vaterpolo reprezentacije Brazila kako bi ih vodio na Olimpijskim igrama 2016. Od 2018. do 2019. trenirao je Pro Reko.

## Biografija
Rođen je 7. juna 1948. u Beogradu (NR Srbija, FNR Jugoslavija) od oca Jakova i majke Zorice. Pošto mu je otac bio vojni oficir, porodica se često selila, pa je tako živeo dve godine u Beogradu, po četiri u Rijeci, Zadru i Splitu, i šest godina u Zagrebu. Kao dečak u 1958. počeo je da igra vaterpolo za VK Jedinstvo iz Zadra. Sa 15 godina u 1963. debitovao je u prvenstvu, igrajući za VK Jadran Split protiv ekipe HAVK Mladost.
Iako mu je želja bila da studira na Akademiji likovnih umetnosti u Zagrebu, u početku je studirao arhitekturu u Zagrebu, ali se kao profesionalni vaterpolista 1971. preselio u Beograd, i tamo se prebacio na Fakultet sporta i fizičkog vaspitanja Univerziteta u Beogradu, na kome je i diplomirao. U Beogradu je živeo do 1990. dok se nije preselio u Rim, gde je ostao do 2000, kada je prešao u Los Anđeles, gde je ostao do 2004.
Ima ćerku Martinu, koja svira violončelo u Milanu.

## Igračka karijera
Nastupao je za VK Jadran Split od 1963. do 1971, kada je prešao u VK Partizan. Odlučio se da pređe u Partizan jer je bio jedini vaterpolo klub, pored HAVK Mladost iz Zagreba, koji je imao treninge tokom cele godine. Zajedno sa njim je prešlo i još nekoliko hrvatskih vaterpolista, kao i trener iz Dubrovnika. Sa Partizanom osvaja osam Prvenstava Jugoslavije u vaterpolu, šest državnih kupova, i dve titule LEN Lige šampiona, u 1974. i 1975.
Za vaterpolo reprezentaciju Jugoslavije je odigrao 297 utakmica, i sa njom je osvojio zlatne medalje u Mediteranskim igrama 1971. i 1979, srebrnu medalju je na tim igrama uzeo 1975, bronzu 1970. i 1974. Na Evropskom prvenstvu u vaterpolu je osvojio srebrnu medalju 1977, bronzu osvaja na Svetskom prvenstvu u 1973, i srebro na Letnjim Olimpijskim igrama 1980. u Moskvi.
Na Olimpijskim igrama 1968. nije učestvovao pošto se povredio pre turnira, pa nije odigrao nijedan meč za reprezentaciju koja je osvojila zlatnu medalju. Na Svetskom prvenstvu 1975. u Kaliju je lažno optužen za uzimanje dopinga, pa je cela reprezentacija Jugoslavije bila diskvalifikovana. Naknadna istraga koju je sproveo Manfred Donike je pokazala da Rudić uopšte nije uzimao zabranjene supstance, pa je cela reprezentacija bila oslobođena optužbi. Njegov slučaj je uvršten u profesionalnu literaturu kao primer pogrešne analize. Na Olimpijskim igrama 1976. u Montrealu je bio rezerva zbog povrede, ali je taktički pomagao ekipu, pa je uskoro postao pomoćni trener VK Partizana.

## Trenerska karijera
Tokom trenerske karijere je trenirao 5 reprezentacija: Jugoslaviju (1984-1988), Italiju (1990-2000), SAD (2001-2004), Hrvatsku (2005-2012), i Brazil (2013-2016). Kao trener dosta naglašava pripreme, uključujući kontrolne treninge, testiranja, taktike, i tehniku. Među prvim trenerima je imao trenersko osoblje koje je specijalizovano za više polja, sa naročitim naglaskom na saradnju sa psiholozima. Posebno radi na dugoročnim programima koji su iza sebe ostavljali dugoročne pozitivne posledice na nacionalne timove.
Rudić je najuspešniji vaterpolo trener u istoriji Olimpijskog sporta. Sa tri različite reprezentacije je na Olimpijskim igrama osvojio 4 zlatne medalje, i jednu bronzanu. Jedan je od retkih sportista koji je osvajao Olimpijske medalje u vaterpolu i kao igrač i kao trener.

### Jugoslavija
Započeo je trenersku karijeru kao trener omladinaca u VK Partizanu u periodu od 1980. i 1983, dok je od 1983. do 1984. bio trener omladinaca u Jugoslovenskoj reprezentaciji, koji je osvojio srebrne medalje na Svetskom (1983) i Evropskom prvenstvu (1983, 1984). Jezgro ekipe koja je činila zlatni period Jugoslavije su činili Dubravko Šimenc, Perica Bukić, i Igor Milanović. Dobio je nadimak "Tiranin" pošto je zahtevao značajnu količinu rada i discipline.
Trener prvog tima vaterpolo reprezentacije Jugoslavije je bio u periodu između 1984. i 1988, i osvojio je dve uzastopne zlatne medalje na Olimpijskim igrama 1984. u Los Anđelesu, i Olimpijskim igrama 1988. u Seulu, zatim zlatnu medalju na Svetskom prvenstvu 1986. u Madridu, dve uzastopne srebrne medalje na Evropskom prvenstvu u vaterpolu 1985. i 1987, i zlatnu medalju na Svetskom kupu u vaterpolu 1987. u Solunu.

### Italija
Nakon treniranja VK Partizana od 1988. i 1990, sa kojim je osvojio COMEN kup 1989, prelazi na mesto selektora Italije. U početku je njegov način rada bio u suprotnosti sa igračima koji su bili tehnički i taktički potkovani, ali su i imali nedostatak fizičke spreme. Nakon što su prihvatili njegove veoma naporne treninge, eventualno su postali najbolja nacionalna selekcija na svetu. Bili su prva selekcija koja je osvojila sve titule u jednom Olimpijskom ciklusu. U 1994 je, nakon zlatne medalje na Svetkom prvenstvu u vaterpolu 1994, promenio skoro celu ekipu sa mladim igračima, što je u Italiji naišlo na žestoku kritiku sportskih novinara, ali je uprkos tome Italija osvojila Evropsko prvenstvo 1995. u Beču. Trenerski period kao selektor Italije je okončao sa kontroverzom; na kraju četvrtine finala Olimpijskih igara 2000. u kome je Italija izgubila od Mađarske sa 5-8, Rudić je navodno, zbog sudijskih odluka, optužio zvaničnike meča za planiranu zaveru protiv Italijanske selekcije. Zbog toga ga je FINA suspendovala na godinu dana zabrane učešća na svim sportovima pod njenom nadležnošću..
Kao trener vaterpolo reprezentacije Italije je osvojio zlatnu medalju na Olimpijskim igrama 1992. u Barseloni, bronzu na Olimpijskim igrama 1996. u Atlanti, zlatnu medalju na Svetskom prvenstvu 1994, zlatne medalje na Evropskim prvenstvima 1993. i 1995, zlatnu medalju na Svetskom kupu 1993, i srebrne medalje na Svetskim prvenstvima 1995. i 1999.

### SAD
Rudić je živeo i radio kao trener u Sjedinjenim Državama od januara 2001. do 2004. Pošto se vaterpolo u SAD uglavnom igrao na nivou koledž sporta u Južnoj Kaliforniji, Rudić se priseća da je prvobitna organizacija i sistem takmičenja bio u lošem stanju, sa malim brojem igrača, i da su prve godine bile najteži deo njegove karijere. Hvalio je radnu naviku u SAD u poređenju sa drugim ekipama u kojima je radio, i nekoliko igrača poput Volfa Viga i Tonija Azeveda su pohvalila njegov način rada. Organizovao je celokupnu profesionalnu strukturu unutar vaterpolo federacije, što je uključilo i rad sa omladinskim kategorijama, izbor i obuku trenera, izbor igrača i njihovu pripremu.
Kao trener vaterpolo reprezentacije SAD je osvojio zlatnu medalju na Panameričkim igrama 2003, i bronzu na Svetskoj ligi u vaterpolu 2003. Iako je Rudić osmislio strateški program pod nazivom "Project Gold", po kome je on trebao da odvede selekciju do zlatne medalje na Olimpijskim igrama 2008. u Pekingu, i da potpiše ugovor na 4 godine pre Olimpijskih igara 2004, kasno u 2004. je na zahtev tadašnjeg predsednika Hrvatske Stjepana Mesića pristao da trenira Hrvatsku. U SAD-u su u međuvremenu nastavili rad po Rudićevom planu i programu, i to ih je dovelo do srebrne medalje na Olimpijskim igrama 2008.

### Hrvatska
Rudić se iznenadio zbog količine motivacionog rada koji je trebao da se odradi na skladu unutar i van ekipe. Kritikovao je slabo finansiranje s obzirom na rezultate koje je selekcija postizala u poređenju sa fudbalskim timom. Hrvatski olimpijski komitet mu je dodelio nagradu za najuspešnijeg hrvatskog trenera u 2007, i 2012.
Kao trener vaterpolo reprezentacije Hrvatske je osvojio zlatnu medalju na Olimpijskim igrama 2012. u Londonu, zlatnu medalju na Svetskom prvenstvu 2007. u Melburnu, bronzanu medalju na Svetskom prvenstvu 2009. i Svetskom prvenstvu 2011, zlatnu medalju na Evropskom prvenstvu 2010, srebrnu na Svetskom kupu 2012, srebro na Svetskoj ligi 2009, i bronzanu medalju na Svetskoj ligi 2010, Svetskoj ligi 2011, i Svetskoj ligi 2012.

### Brazil
Selektor vaterpolo reprezentacije Brazila postaje u novembru 2012. Sa Brazilom je osvojio bronzanu medalju na Svetskoj ligi 2015, i srebrnu medalju na Pan Američkim igrama 2015. Nagrađen je kao najbolji trener od strane Brazilskog olimpijskog komiteta u 2015. Na Olimpijskim igrama 2016. je Brazil bio u grupi A sa Australijom, Grčkom, Mađarskom, Japanom, i Srbijom. Pobedili su Srbiju 6-5, koja je do tog trenutka bila neporažena 2 godine.

### Pro Reko
Sa 70 godina se ponovo vratio iz penzije u junu 2018, kada je postao trener italijanskog Pro Reka.

## Trenerski stil
Smatra se a je Rudić najodgovorniji za savremeni način igre u vaterpolu, iako ga on nije izmislio. On je naslednik jugoslovenskog sistema i stila, i zbog njegovog uspeha su mnogi treneri pokušali da sprovedu njegove metode i stil treniranja. Dante Detamanti je kritikovao Rudićev stil jer je previše statičan i vertikalan, što najbolje odgovara fizički krupnim igračima. Stil favorizuje veličinu u poređenju sa brzinom.
Drugi proizvod njegovog sistema su dugi i naporni treninzi, po kojima je postao poznat, i po kom je dobio nadimak "Tiranin". Sastoji se od osmočasovnog dnevnog plivanja, podizanja teških tegova, vežbe nogu, i taktičkih i sesija igračkih veština. Vaterpolo reprezentativac SAD-a Lejn Bobian se priseća da je dnevna norma na američkim koledžima bila 3 000 metara, dok su pod Rudićem započeli sa 5 000 metara, da bi završili sa 18 000 metara dnevno. Lejn je na to dodao da "je sve u glavi. To je cela poenta. Zato nas tera da to radimo, kako bismo mogli da uložimo napor kada smo umorni, da dostignemo sledeći nivo". Po rečima brazilskog trenera Rikarda Azeveda, "ako igrač odustane na treningu, eventualno će odustati i na utakmici". Detamanti je smatrao a su takve metode nepotrebne za međunarodni vaterpolo, i pripisivao je Rudićev uspeh njegovom poznavanju igre i prenošenju znanja i taktika, a ne iscrpljujućim treninzima.

## Spoljašnje veze
- Ratko Rudić u Međunarodnoj kući slavnih